# Queen's Club Championships 1988
I Queen's Club Championships 1988 (conosciuti pure come Artois Championships per motivi di sponsorizzazione) sono stati un torneo di tennis giocato sull'erba. È stata la 95ª edizione del Queen's Club Championships e faceva parte del Nabisco Grand Prix 1988. Si è giocato al Queen's Club di Londra in Inghilterra, dal 6 al 13 giugno 1988.

## Campioni

### Singolare
Boris Becker ha battuto in finale  Stefan Edberg con il punteggio di 6–1, 3–6, 6–3.

### Doppio
Ken Flach /  Robert Seguso hanno battuto in finale  Pieter Aldrich /  Danie Visser con il punteggio di 6–2, 7–6.